# Sáric
Pour l’article homonyme, voir Sáric (municipalité).
Sáric est une petite ville située dans la municipalité de Sáric, dans l’État de Sonora au Mexique.
Sa population était de 892 habitants en 2010.